# カンダウレス
カンダウレス（ギリシア語: Κανδαύλης、ギリシア語ラテン翻字: Kandaulēs、英語: Candaules、別称：希: Μυρσίλος、英語: Myrsilos）は、リュディア王国ヘラクレス朝最後の王。メルムナデス朝の創始者ギュゲスにより王位を簒奪された。推定される在位期間は、紀元前733年 - 716年、または紀元前728年 - 711年、または紀元前680年頃没。

## 来歴
本名はサデュアッテス（日本語では「強き父」の意のリュディア語）といわれる。のちのリディア王サデュアッテスと区別するため、サデュアッテス1世とも呼ばれる。古代ギリシアの歴史家ヘロドトスによれば、ギリシア人はカンダウレスをミュルシロスと呼んでいたという。一般に知られる「カンダウレス」は宗教名であるとされる。
カンダウレスはヘラクレスの子孫を名乗るヘラクレス朝最後の王であった。父王はメレス（またはミュルソス）である。王妃にそそのかされたメルムナデス朝の創始者ギュゲスにより殺され、王位と妻を奪われた。

## 伝説

### 『歴史』におけるカンダウレス
ヘロドトスの『歴史』第1巻第8‐13節によれば、ギュゲスはカンダウレスの年下の友人であったという。自分の妻ニュッシア（別伝によればルド）の美しさを自慢するあまり、カンダウレスはギュゲスに妻の裸体を見させた。怒った妻はギュゲスに対し、自殺するか王を殺して王位と自分とを我が物とするかを迫ったという。

### 『国家』におけるカンダウレス

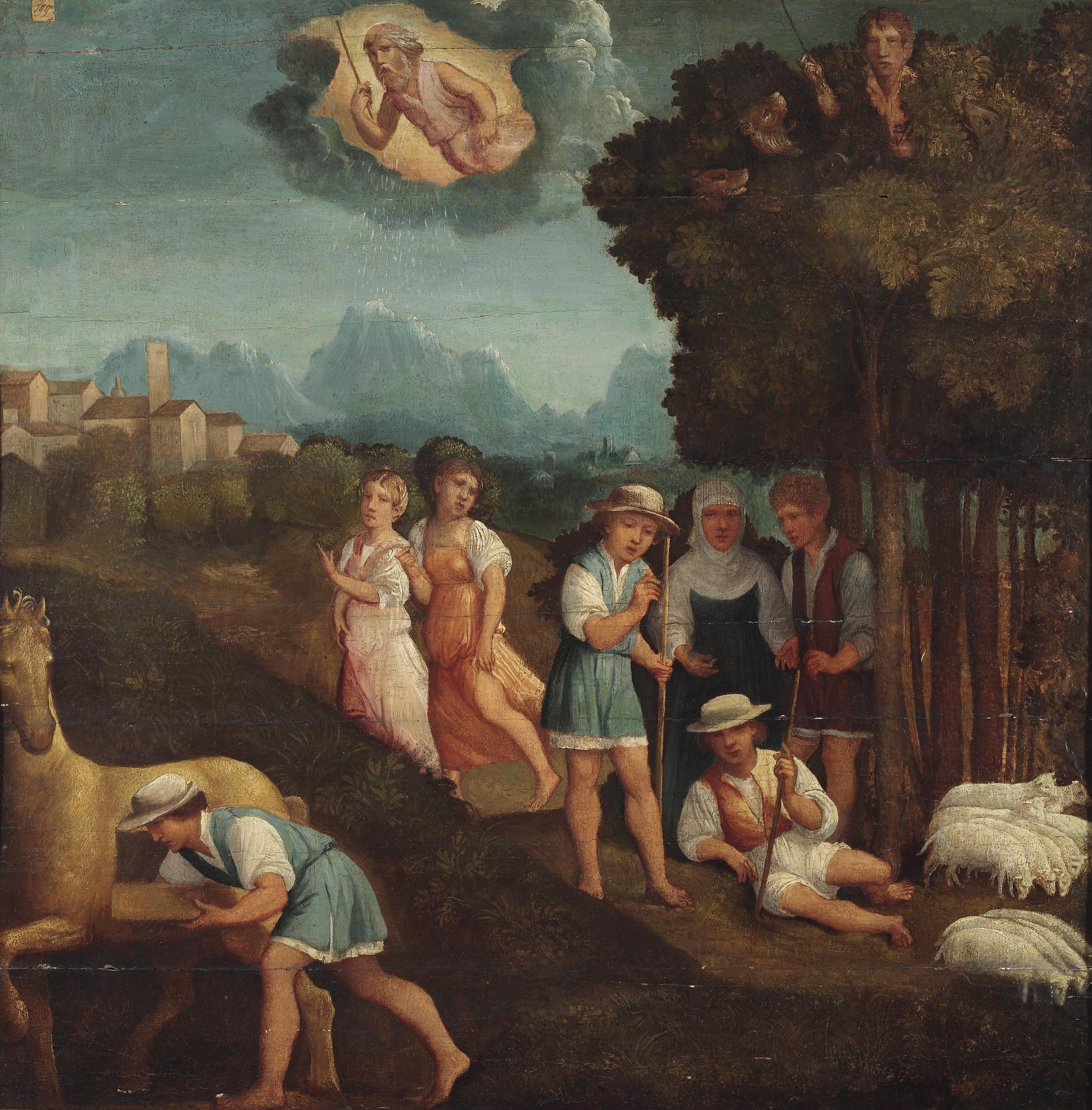
16世紀の魔法の指輪を見つけたギュゲスの伝説

プラトンの著作『国家』（ポリテイア）第2巻によればカンダウレスはギュゲスが自分の姿を見えなくさせる魔力を持つギュゲースの指輪を用いて殺されたとされている。

その昔、ギュゲス（古希: Γύγου）という羊飼いはリュディア王に仕えていた。ある日、大雨が降り地震によって大地が裂け、その開かれた洞窟に入り、青銅の馬をみつけた。馬の体の空洞には金の指輪を付けた巨人の屍があった。彼は、その指輪を抜き取り来た道を戻って洞窟から出ていった。この指輪には玉受けを内側に回すと周囲から姿が見えなくなり、外側に回すと見えるようになるという不思議な力をもっていた。
このことに気づいたギュゲスは王に家畜の様子を報告する使者の一人となって宮殿に入り、王妃に近づいて姦通した。それから王妃と共に二人で密謀して王を殺し、王位を簒奪した。
—プラトン,『国家』（ポリテイア）第2巻

この題材は近代の小説などに何度も取り上げられている。フリードリヒ・ヘッベルの『ギューゲスと彼の指輪』、テオフィル・ゴーティエの『カンダウレス王』、アンドレ・ジッドの同名作、アレクサンダー・フォン・ツェムリンスキーのオペラ『カンダウレス王』、マリウス・プティパのバレエ『カンダウレス王』である。